# Polissia Jytomyr
Maillots
Le Futbolnyï klub Polissia Jytomyr (en ukrainien : Футбольний клуб «Полісся» Житомир), plus communément abrégé en Polissia Jytomyr, est un club ukrainien de football fondé en 1959 et basé dans la ville de Jytomyr.

## Histoire

### Historique des noms
- 1959-1960 : Avangard Jitomir (Авангард)
- 1960-1966 : Polesie Jitomir (Полесье)
- 1967-1976 : Avtomobilist Jitomir (Автомобіліст)
- 1977-1988 : Spartak Jitomir (Спартак)
- 1989-1991 : Polesie Jitomir (Полесье)
- 1992-1997 : Khimik Jytomyr (Хімік)
- 1997-2005 : Polissia Jytomyr (Полісся)
- 2016-2017 : MFK (МФК)
- 2017-0000 : Polissia Jytomyr (Полісся)

### Entraîneurs
| N° | Pays | Nom                        | Période   |
| -- | ---- | -------------------------- | --------- |
| 1  |      | Anatoliy Bohdanovytch      | 1957      |
| 2  |      | Volodymyr Hreber           | 1960-1961 |
| 3  |      | Viktor Fomine (en)         | 1926-1927 |
| 4  |      | Hryhoiy Toutchkov          | 1964-1965 |
| 5  |      | Razmik Saakian             | 1966      |
| 6  |      | Viktor Jyline (en)         | 1967-1970 |
| 7  |      | Mykola Siousioura          | 1971-1972 |
| 8  |      | Ïosyp Lifchyts             | 1972      |
| 9  |      | Valeriy Starodoubov        | 1973-1974 |
| 10 |      | Viktor Jyline (en)         | 1974-1976 |
| 11 |      | Viktor Bannikov            | 1977-1978 |
| 12 |      | Viktor Pestrykov           | 1978-1979 |
| 13 |      | Andriy Biba                | 1980      |
| 14 |      | Anatoliy Krochtchenko (en) | 1981      |
| 15 |      | Valeriy Starodoubov        | 1982-1984 |
| 16 |      | Oleksandr Ichtchenko (en)  | 1985      |
| 17 |      | Oleksandr Houlevsky        | 1986      |
| 18 |      | Oleksandr Ichtchenko (en)  | 1987-1989 |
| 19 |      | Zaia Avdich (en)           | 1989      |
| 20 |      | Valeriy Starodoubov        | 1990      |

| N° | Pays | Nom                       | Période   |
| -- | ---- | ------------------------- | --------- |
| 21 |      | Zaia Avdich (en)          | 1991-1992 |
| 22 |      | Oleksandr Ichtchenko (en) | 1992-1993 |
| 23 |      | Robert Sarkisov           | 1994      |
| 24 |      | Leonid Koltoun (en)       | 1994      |
| 25 |      | Ivan Chanhine (en)        | 1994      |
| 26 |      | Andriy Tcheremisine (en)  | 1995      |
| 27 |      | Volodymyr Netchaïev (en)  | 1995      |
| 28 |      | Zaia Avdich (en)          | 1995      |
| 29 |      | Andriy Biba               | 1995-1996 |
| 30 |      | Vladimir Veber (en)       | 1996      |
| 31 |      | Hyhoriy Ichtchenko (en)   | 1996-1997 |
| 32 |      | Ihor Iakoubovsky (en)     | 1997-1998 |
| 33 |      | Zaia Avdich (en)          | 1998      |
| 34 |      | Ihor Iakoubovsky (en)     | 1998      |
| 35 |      | Roman Pokora (en)         | 1998      |
| 36 |      | Zaia Avdich (en)          | 1998-1999 |
| 37 |      | Mykhaïlo Dounets (en)     | 1999      |
| 38 |      | Zaia Avdich (en)          | 1999      |
| 39 |      | Hryhoriy Varjelenko (en)  | 2000      |
| 40 |      | Zaia Avdich (en)          | 2000      |

| N° | Pays | Nom                      | Période     |
| -- | ---- | ------------------------ | ----------- |
| 41 |      | Anatoliy Zaiaïev (en)    | 2000        |
| 42 |      | Ioukhym Chkolnykov (en)  | 2001        |
| 43 |      | Serhiy Chevtchenko       | 2001        |
| 44 |      | Zaia Avdich (en)         | 2001-2002   |
| 45 |      | Semen Ossynovsky (en)    | 2002        |
| 46 |      | Zaia Avdich (en)         | 2002-2003   |
| 47 |      | Oleksandr Tomakh (en)    | 2004        |
| 48 |      | Ioukhym Chkolnykov (en)  | 2004        |
| 49 |      | Vasyl Khomenko           | 2004        |
| 50 |      | Zaia Avdich (en)         | 2004        |
| 51 |      | Ihor Levytsky            | 2016-2017   |
| 52 |      | Edouard Khavrov (en)     | 2017        |
| 53 |      | Volodymyr Maziar (en)    | 2017        |
| 54 |      | Oleksandr Pryzetko (en)  | 2017-2018   |
| 55 |      | Anatoliy Bezsmertny (en) | 2018-2020   |
| 56 |      | Serhiy Chychtchenko      | 2020-2021   |
| 57 |      | Iouriy Kalytvytsev (en)  | 2021-2024   |
| 58 |      | Serhiy Chychtchenko      | 2024        |
| 59 |      | Imad Achour (en)         | depuis 2024 |

## Bilan sportif

### Classements en championnat
La frise ci-dessous résume les classements successifs du club en championnat de la RSS d'Ukraine.

La frise ci-dessous résume les classements successifs du club en championnat d'Ukraine.

### Bilan européen
Note : dans les résultats ci-dessous, le score du club est toujours donné en premier
| Saison    | Compétition      | Tour             | Club                  | Domicile | Extérieur | Total |
| --------- | ---------------- | ---------------- | --------------------- | -------- | --------- | ----- |
| 2024-2025 | Ligue Conférence | Deuxième tour Q  | NK Olimpija Ljubljana | 1 - 2    | 0 - 2     | 1 - 4 |
| 2025-2026 | Ligue Conférence | Deuxième tour Q  | FC Santa Coloma       | 1 - 2    | 4 - 1     | 5 - 3 |
| 2025-2026 | Ligue Conférence | Troisième tour Q | Paksi FC              | 3 - 0    | 1 - 2     | 4 - 2 |
| 2025-2026 | Ligue Conférence | Barrages Q       | ACF Fiorentina        | -        | -         | -     |

Légende
- Victoire ou qualification pour le tour suivant.
- Match nul.
- Défaite ou élimination de la compétition.